# Bitcoin Suisse
Bitcoin Suisse ist ein auf Kryptowährungen spezialisierter Schweizer Finanzdienstleister mit Sitz in Zug, Schweiz.
Das Unternehmen wurde 2013 von Niklas Nikolajsen gegründet und wird von Andrej Majcen als CEO und Luzius Meisser als Verwaltungsratspräsident geleitet. Als Schweizer Pionier und Marktführer für Krypto-Investments bietet Bitcoin Suisse institutionelles Prime Brokerage, Verwahrung, Staking und besicherte Darlehen an – einschliesslich der jüngsten technischen Entwicklungen. Das Unternehmen beschäftigt über 300 Mitarbeiter an den Standorten Zug, Vaduz, Kopenhagen und der Slowakei.

## Unternehmensgeschichte
Bitcoin Suisse AG wurde 2013 von Niklas Nikolajsen (Gründer) zusammen mit Fabian Hediger (Co-Gründer) und Andrej Majcen (Co-Gründer) in Zug (Schweiz) gegründet und ist im Bereich der Krypto-Finanzdienstleistungen tätig. Das Unternehmen ist Teil eines Clusters von digitalen Firmen und Fin-Tech-Unternehmen im Schweizer Kanton Zug, auch bekannt als Crypto Valley.
Im Juni 2014 startete Bitcoin Suisse die Einführung des ersten Bitcoin-Geldautomaten in der Schweiz. Später wurde der Betrieb der Bitcoin-Geldautomaten an die Värdex Suisse AG übertragen.
Im Juli 2014 trat Bitcoin Suisse AG dem Verein zur Qualitätssicherung von Finanzdienstleistungen (VQF), einer Selbstregulierungsorganisation (SRO), bei und wurde das erste auf Krypto-Assets spezialisierte Mitglied.
Bitcoin Suisse AG half der Ethereum Foundation im August 2014, deren Crowdsale zu ermöglichen.
Die Bitcoin Suisse AG entwickelte ein Zahlungssystem  für Kryptowährungen, das im Juli 2016 von der Regierung des Stadtrats von Zug eingeführt wurde. Die Stadt Zug war die erste öffentliche Institution der Welt, die Bitcoin als Zahlungsoption akzeptierte.
Im Jahr 2017 kooperierte die Bitcoin Suisse AG mit der Falcon Private Bank, um deren Kunden die Investition in Kryptowährungen zu ermöglichen.
Im November 2017 kam Arthur Vayloyan als CEO zu Bitcoin Suisse AG. Niklas Nikolajsen wurde zum Verwaltungsratspräsident gewählt.
Im November 2018 trat Bitcoin Suisse AG als Gründungsmitglied der Swiss Blockchain Federation bei, wo  Arthur Vayloyan Mitglied des Verwaltungsrats ist.
Im Dezember 2018 gründete die Bitcoin Suisse AG die Bitcoin Suisse (Liechtenstein) AG.
Im Juli 2019 reichte die Bitcoin Suisse AG bei der FINMA (Eidgenössische Finanzmarktaufsicht) ein Gesuch für eine schweizerische Banklizenz ein.
Im November 2019 gab Bitcoin Suisse AG die Unterzeichnung einer Partnerschaft mit Worldline bekannt, um Schweizer Händlern und Verbrauchern sowohl in Geschäften als auch in Webshops Zahlungsdienste in Kryptowährung anzubieten. Das entsprechende Angebot wurde im August 2021 unter dem Namen WL Crypto Payments lanciert.
Im Dezember 2019 kündigte das Unternehmen eine Zusammenarbeit bei der Bildung einer Arbeitsgruppe mit Lykke, der SEBA Bank AG und der Sygnum AG an, um die OpenVASP-Initiative mit einer technischen Open-Source-Implementierung des vorgeschlagenen Protokolls zu unterstützen. OpenVASP ist ein offenes Protokoll, das in einem Whitepaper vorgestellt wurde, um die Travel Rule der FATF für virtuelle Vermögenswerte zu implementieren.
Seit Januar 2020 akzeptiert Zermatt Bitcoin als Zahlungsmittel für Steuern unter Verwendung der Zahlungsdienste von Bitcoin Suisse AG.
Im Juli 2020 schloss Bitcoin Suisse AG ihr Series A Fundraising über CHF 45 Mio. ab. Dies führte zu einer Unternehmensbewertung von CHF 302.5 Mio.
Seit August 2020 nimmt die Krankenkasse Atupri Kryptowährungen entgegen. Dies wurde durch die Payment Solutions der Bitcoin Suisse AG ermöglicht.
Ausserdem unterstützte die Bitcoin Suisse AG mit ihren Dienstleistungen im Bereich Staking die Einführung der sogenannten Ethereum 2 Beacon Chain. Der zweite Block der neuen Blockchain Ethereum 2 wurde durch Bitcoin Suisse vorgeschlagen. Kunden von Bitcoin Suisse stellten 17 % aller benötigten Ether für die Einführung von Ethereum 2 zur Verfügung.
Im März 2021 gab das Unternehmen bekannt, das im Juli 2019 eingereichte Gesuch um eine Schweizer Bankbewilligung vorerst zurückzuziehen, dessen Wiedereinbringung aber nach der Umsetzung von Massnahmen, die dem starken Wachstum des Unternehmens Rechnung tragen, erneut zu prüfen.
Im Juli 2021 präsentierte das Unternehmen die Jahresergebnisse 2020. Im Gesamtjahr 2020 erzielte Bitcoin Suisse einen konsolidierten Gewinn von CHF 24,1 Millionen. Der konsolidierte Umsatz erreichte CHF 60,3 Millionen, ein Anstieg von CHF 39,4 Millionen im Vergleich zu 2019.
Im August 2021 gab das Unternehmen zusammen mit Worldline eine Omnichannel-Lösung für Zahlungen in Kryptowährungen für die über 85’000 Schweizer Händler im Worldline-Netzwerk bekannt. Alle Händler in der Schweiz, welche die Point of Sale und E-Commerce Payment Services von Worldline nutzen können, die Kryptowährungen Bitcoin und Ether für die Bezahlung zu akzeptieren. Seit November 2021 funktioniert die Zahlungslösung mit der Bitcoin Lightning Technologie.
Im Oktober 2021 startete Bitcoin Suisse eine Partnerschaft mit dem Schweizer Technologie- und Luftfahrtprojekt SolarStratos an. Ziel des Projektes ist es, die obere Stratosphäre in einem zweisitzigen, ausschliesslich solar betriebenen Flugzeug zu erreichen.
Am 1. Januar 2022 übergab Gründer Niklas Nikolajsen den Verwaltungsratsvorsitz an Luzius Meisser. Zum Zeitpunkt des Wechsels war Luzius Meisser bereits seit vier Jahren Verwaltungsratsmitglied. Luzius Meisser ist Gründer der Bitcoin Association Switzerland, die älteste Interessensvereinigung für Bitcoin in der Schweiz.
Am 1. April 2022 übergab Arthur Vayloyan die operative Leitung nach über vier Jahren an Dirk Klee. Andrej Majcen, Mitgründer von Bitcoin Suisse, übernahm das Amt als Group CEO per 1. Februar von Dirk Klee. Die Bewertung der Firma hat sich unter seiner Führung von CHF 30 Millionen auf mehrere hundert Millionen vervielfacht. Dirk Klee war zuletzt CEO Wealth Management & Investments bei Barclays UK und zuvor Chief Operating Officer Wealth Management bei der UBS.

## Produkte und Dienstleistungen

### Handel von Kryptowährungen
Bitcoin Suisse ist ein auf Kryptowährungen spezialisierter Schweizer Finanzdienstleister, der für Kunden den Handel von Kryptowährungen ausführt.

### Aufbewahrung von Kryptowährungen
Zur Verwahrung von Krypto-Vermögenswerten bietet Bitcoin Suisse AG eine eigene Verwahrungslösung an, die nach ISAE 3402 revidiert ist. Das Unternehmen verwahrt Krypto-Vermögenswerte im Wert von über CHF 5 Milliarden.

### Initial Coin Offerings (ICOs)
Bitcoin Suisse begleitet ICO-Organisatoren und bietet verschiedene Dienstleistungen in diesem Zusammenhang an. Bitcoin Suisse hat u. a. den ICO von Decentraland begleitet und unterstütze das Ethereum-Team beim initialen Crowdsale.

### Staking
Bitcoin Suisse AG bietet Staking-Services für verschiedene Kryptowährungen an. Das gestakte Krypto-Vermögen der Kunden von Bitcoin Suisse beträgt rund CHF 2 Milliarden. Bitcoin Suisse gehört damit zu den grössten Staking-Anbietern weltweit.

### Zahlungslösungen für Unternehmen und staatliche Institutionen
Bitcoin Suisse ist der Zahlungs-Terminal-Anbieter für die Stadt Zug, die erste öffentliche Stelle weltweit, die Bitcoin-Zahlungen für öffentliche Dienstleistungen akzeptierte. Seit 2021 können die Steuern im Kanton Zug, bis zum Höchstbetrag von 100'000 Franken, mit Bitcoin und Ethereum begleichen werden.
Seit 2021 bietet Bitcoin Suisse, in Partnerschaft mit Worldline, 85'000 Unternehmen in der Schweiz die Möglichkeit an, Bitcoin und Ethereum als Zahlungsmittel zu akzeptieren.

### Physische Bitcoin-Zertifikate
Seit dem Jahr 2014 stellte Bitcoin Suisse eine Reihe physischer Bitcoin-Zertifikate aus.

## Tochtergesellschaften

### Swiss Crypto Vault AG
Swiss Crypto Vault AG ist der Technologieanbieter für das Custody-Angebot von Bitcoin Suisse AG und auf die Verwahrung von Krypto-Assets spezialisiert. Im November 2019 schloss die Swiss Crypto Vault AG eine Reihe unabhängiger Audits erfolgreich ab, einschließlich der Berichterstattung nach ISAE 3402.

### Swiss Crypto Tokens AG
Um Dienstleistungen im Zusammenhang mit der Ausgabe von Token zu erbringen, gründete Bitcoin Suisse AG im Juli 2018 die Swiss Crypto Tokens AG, welche die Entwicklung des Stablecoins "Crypto Franc" ermöglichte.

## Beteiligung an der OpenVASP-Initiative
OpenVASP ist ein offenes Protokoll, das in einem Whitepaper von David Riegelnig, Head Risk Management bei Bitcoin Suisse AG, vorgestellt wurde, um die FATF-Regel für virtuelle Vermögenswerte zu implementieren. Im Dezember 2019 kündigte das Unternehmen die Bildung einer Arbeitsgruppe mit Lykke, SEBA Bank AG und Sygnum AG an, um in Zusammenarbeit die OpenVASP-Initiative mit einer technischen Open-Source-Implementierung des vorgeschlagenen Protokolls zu unterstützen. Mittlerweile hat sich auch EPAM dieser Arbeitsgruppe angeschlossen.

## Regulierung
Bitcoin Suisse ist Mitglied der von der Eidgenössischen Finanzmarktaufsicht FINMA anerkannten, reglementierten und beaufsichtigten Selbstregulierungsorganisation (SRO) Verein zur Qualitätssicherung von Finanzdienstleistungen (VQF).